# Новая Бавария (стадион)
«Новая Бавария» — футбольный стадион, расположенный в Новобаварском районе Харькова в местности Липовая Роща.

## История
«Новая Бавария» является одним из старейших сохранившихся стадионов Харькова. Первоначально арена носила название Стадион Канатного завода. 
С 1982 по 1991 годы на этом стадионе большинство своих матчей в чемпионате СССР (2 лига, 6 зона) провёл футбольный клуб «Маяк».
С 2004 года по июль 2009 года стадион носил название «Арсенал-Бавария». После полной разрухи был реконструирован президентом харьковского футбольного клуба «Арсенал» В. А. Чумаком, переделан в чисто футбольный стадион и подготовлен к требованиям проведения матчей первой и второй лиг чемпионата Украины. В 2004—2009 годах являлся домашним стадионом харьковского клуба «Арсенал».
В 2009 году был приобретён футбольным клубом «Гелиос», переименован в «Гелиос-Арену» и являлся домашним стадионом команды до августа 2012 года, после чего стал клубной тренировочной базой «Гелиоса». В сезоне 2017/18 стадион вновь принимал домашние матчи «Гелиоса»..
В апреле 2020 года был переименован в стадион «Новая Бавария».
С сезона 2020/21 принимает домашние матчи футбольного клуба «Металл». 
«Новая Бавария» оснащена пластиковыми сиденьями и электронным табло, покрытие поля — натуральное травяное.

## Транспорт
Проезд к стадиону:
- автобус № 220 от ст. м. «Холодная Гора» до остановки «Стадион»;
- автобус № 237 от ст. м. «Холодная Гора» до остановки «улица Герцена»;
- автобус № 232 от ст. м. «Метростроителей» до остановки «Стадион»;
- также можно доехать любым транспортом до Культурно-делового центра «Новая Бавария», а далее пройти пешком минут 10 по Ново-Баварскому проспекту.